# 49th Street (métro de New York)
49th Street est une station souterraine omnibus du métro de New York située dans le quartier de Midtown, à Manhattan. Elle est située sur l'une des lignes (au sens de tronçons du réseau) principales, la BMT Broadway Line (métros jaunes) issue du réseau de l'ancienne Brooklyn-Manhattan Transit Corporation (BMT). Sur la base des chiffres 2012, la station, située à proximité de Times Square, était la 41e plus fréquentée du réseau sur un total de 461.
Au total, trois services y circulent :
- les métros N y transitent 24/7 ;
- les métros W y font halte en semaine uniquement ;
- la desserte R s'y arrête tout le temps, sauf la nuit (late nights).